# Dominic Jaquet

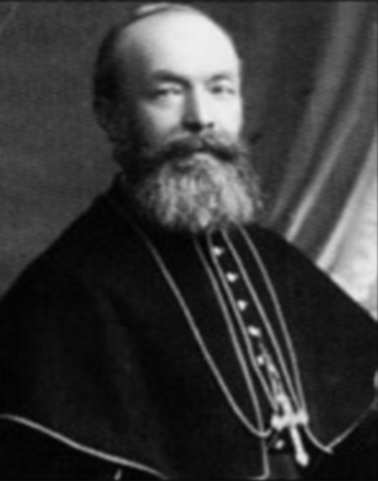
Dominic Jaquet

Dominic Jaquet OFMCon auch Dominique Jacquet (* 13. Oktober 1843 in Grolley, (Schweiz); † 3. Februar 1931 in Rom) war von 1895 bis 1903 römisch-katholischer Bischof von Iaşi.

## Leben
Am 22. Juli 1866 empfing er die Priesterweihe und trat am 22. August 1883 den Franziskaner-Konventualen bei. Neben seinen Aufgaben im Orden (Superior) lehrte er auch an der Universität Freiburg (Schweiz).
Am 8. Januar 1895 ernannte ihn Papst Leo XIII. zum Bischof des Bistums Iaşi, das seit dem Rücktritt von Nicolae Iosif Camilli vakant war und von Caietan Liverotti seit dem 10. Mai 1894 als Apostolischem Administrator verwaltet wurde. Die Bischofsweihe spendete ihm am 10. März 1895 in Rom Vicenzo Kardinal Vannutelli, der Präfekt der Ritenkongregation. Mit Zustimmung des Papstes gründete er ein franziskanisches Seminar zu verschiedenen priesterlichen Berufungen. Am 18. Juni 1902 eröffnete er ein neues Priesterseminar in Iași. Er ließ Lehrer ausbilden, setzte sich für die rumänische Kirchenmusik ein und führte Verhandlungen mit der Krone über den Entwurf zum Abschluss eines Konkordats zwischen dem Heiligen Stuhl und dem Königreich Rumänien. Meinungsverschiedenheiten mit seinen engsten Mitarbeitern zwangen ihn am 31. März 1903 zum Rücktritt und er verließ am 30. Juli 1903 das Bistum. Mit seinem Weggang verloren seine Gegner ihre anfängliche Begeisterung und die Neuerungen wurden schrittweise wieder abgeschafft.
Bischof Dominique Jaquet zog wieder in die Schweiz und wurde am 25. Februar 1904 von Papst Pius X. zum Titularerzbischof von Salamis ernannt. Er lehrte an der Universität Fribourg christliche Literatur, bis er 1908 an das Franziskaner-Generalat nach Rom berufen wurde.
Dort starb er am 3. Februar 1931 im Alter von 88 Jahren und wurde auch in Rom beigesetzt.